# What You Need
What You Need är en sång av INXS, skriven av Michael Hutchence och Andrew Farriss 1985.
Låten var bandets första top 10-singel och nådde nummer 5 på Billboard Hot 100 och blev den mest framgångsrika låten från albumet Listen Like Thieves. Efter att bandet hade spelat in albumet Listen Like Thieves sade producenten Chris Thomas att albumet inte hade någon "hit" och bad Hutchence och Farriss att skriva en låt över en dag som skulle vara färdig att spela in nästa morgon. Låten som de skrev blev "What You Need" som var den andra singel från albumet.